# شعب الخرابة
شعب الخرابة هي إحدى قرى محافظة صامطة التابعة لمنطقة جازان الواقعة جنوب غرب السعودية.